# Auto Esporte
Auto Esporte est une émission de télévision hebdomadaire brésilienne consacrée à l'automobile et à la moto. Créée en 1991, elle est diffusée le dimanche sur la chaîne généraliste Rede Globo à 9 h du matin, ou à 11 h lorsqu'un Grand Prix de Formule 1 a lieu. Elle est présentée depuis 2010 par la journaliste Millena Machado (pt).